# Pierwszy masowy transport do Auschwitz

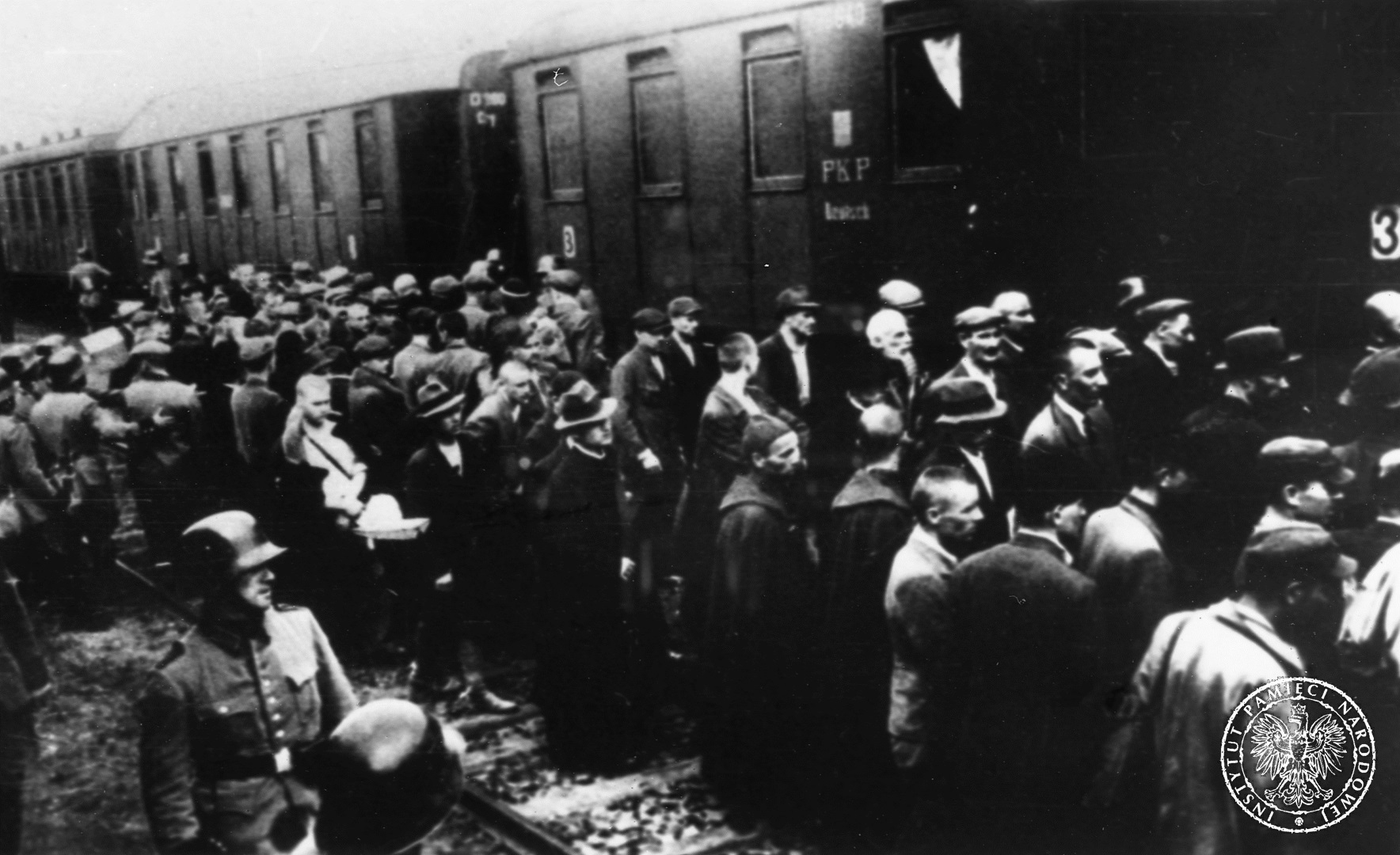
Załadunek więźniów do wagonów. Rampa towarowa przy dworcu kolejowym w Tarnowie, 14 czerwca 1940

Pierwszy masowy transport do Auschwitz – transport więźniów z zakładu karnego w Tarnowie, który w dniu 14 czerwca 1940 został skierowany przez okupantów niemieckich do nowo otwartego obozu koncentracyjnego Auschwitz.
Więźniowie przywiezieni z Tarnowa nie byli pierwszymi osadzonymi w obozie – byli nimi bowiem niemieccy kryminaliści z KL Sachsenhausen, których w liczbie trzydziestu skierowano do Auschwitz w maju 1940, aby pełnili tam rolę więźniów funkcyjnych. Tarnowski transport był jednak pierwszym mającym masowy charakter. Znalazło się w nim 728 mężczyzn, z czego zdecydowaną większość stanowili polscy więźniowie polityczni. Wojnę przeżyło co najmniej 325 więźniów z pierwszego transportu.

## Geneza

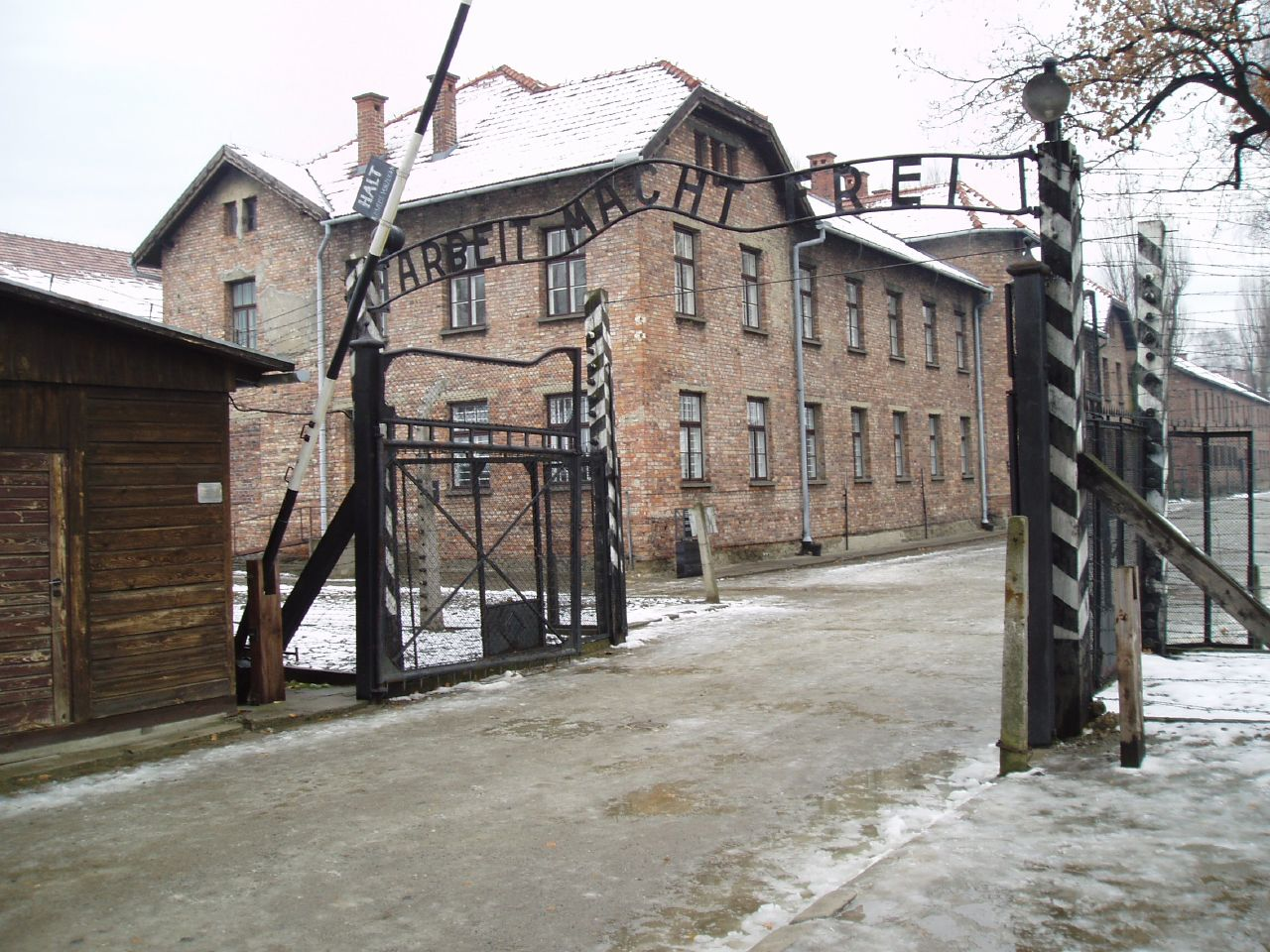
Brama wjazdowa Auschwitz I

Od pierwszych dni wojny Niemcy przeprowadzali masowe aresztowania na okupowanych ziemiach polskich. Na podstawie przygotowanych wcześniej list proskrypcyjnych zatrzymywano przedstawicieli polskiej inteligencji i duchowieństwa, osoby uznawane za „wrogo nastawione do Niemców”, a także Żydów. W rezultacie już kilka miesięcy po zakończeniu kampanii wrześniowej przedwojenne więzienia i areszty – w szczególności na Górnym Śląsku oraz w Zagłębiu Dąbrowskim i Generalnym Gubernatorstwie – uległy przepełnieniu. W tej sytuacji w urzędzie Wyższego Dowódcy SS i Policji we Wrocławiu (HSSPF Südost) wysunięto projekt utworzenia nowego obozu koncentracyjnego, przeznaczonego w pierwszym rzędzie dla Polaków (grudzień 1939). Zaproponowano, aby obóz został urządzony na terenie przedwojennych koszar artyleryjskich w Oświęcimiu (dwa miesiące wcześniej miasto zostało zaanektowane przez III Rzeszę i włączone w skład tzw. prowincji śląskiej). W ocenie autora projektu, SS-Oberführera Arpada Wiganda, inspektora SD i policji bezpieczeństwa we Wrocławiu, za wyborem tego miejsca przemawiało: dogodne połączenie kolejowe Oświęcimia ze Śląskiem i Generalnym Gubernatorstwem, oddalenie koszar od miasta, brak konieczności budowy od podstaw infrastruktury obozowej. Dyskusje na ten temat trwały przez kilka miesięcy. Ostatecznie w dniu 27 kwietnia 1940 Reichsführer-SS Heinrich Himmler – zapoznawszy się uprzednio z raportem z wizji lokalnej, którą przeprowadził w Oświęcimiu SS-Hauptsturmführer Rudolf Höß – polecił inspektorowi obozów koncentracyjnych, SS-Oberführerowi Richardowi Glücksowi, założenie obozu koncentracyjnego na terenie oświęcimskich koszar. Dwa dni później Glücks powierzył Hößowi obowiązki komendanta nowo utworzonego obozu. 
20 maja 1940 do Oświęcimia przywieziono z obozu koncentracyjnego Sachsenhausen grupę trzydziestu więźniów kryminalnych narodowości niemieckiej, których oznaczono numerami obozowymi od 1 do 30. Mieli oni pełnić odtąd rolę więźniów funkcyjnych (kapo, blokowych itp.). Więzień nr 1, Bruno Brodniewicz, został mianowany starszym obozu (Lagerälteste). Z kolei w dniu 29 maja przywieziono z KL Dachau tzw. komando zewnętrzne (Aussenkommando), w skład którego wchodził niemiecki kapo oraz 39 nadzorowanych przez niego polskich więźniów – w większości młodocianych gimnazjalistów z Łodzi. Byli oni zatrudnieni przy budowie obozowego ogrodzenia i przetrzymywani w ścisłej izolacji.
Wiosną 1940 roku Niemcy zorientowali się, że mimo intensywnych działań eksterminacyjnych, prowadzonych we wszystkich dystryktach Generalnego Gubernatorstwa, społeczeństwo polskie otrząsnęło się z szoku po klęsce wrześniowej a ruch oporu intensyfikuje działalność. Rozpoczęcie niemieckiej ofensywy na Zachodzie odwróciło uwagę światowej opinii publicznej od wydarzeń w Polsce, stąd władze Generalnego Gubernatorstwa postanowiły wykorzystać tę okoliczność do przeprowadzenia zakrojonej na szeroką skalę akcji represyjnej – wymierzonej w polską inteligencję i elity społeczne. 16 maja 1940 miała miejsce w Krakowie konferencja w sprawie „nadzwyczajnych posunięć koniecznych dla zabezpieczenia spokoju i porządku w Generalnym Gubernatorstwie”, w trakcie której generalny gubernator Hans Frank zlecił SS-Brigadeführerowi Bruno Streckenbachowi, dowódcy SD i policji bezpieczeństwa w Generalnym Gubernatorstwie, przeprowadzenie „nadzwyczajnej akcji pacyfikacyjnej” (niem. Außerordentliche Befriedungsaktion – AB). Podczas kolejnej konferencji, która miała miejsce w dniu 30 maja 1940, Frank doprecyzował, że celem Akcji AB będzie „przyspieszona likwidacja znajdującej się w naszych rękach większości buntowniczych polityków, głoszących opór i innych osobników politycznie podejrzanych, jak również równoczesne położenie kresu tradycyjnej polskiej przestępczości”. Postanowiono wówczas, że aresztowanych nie należy kierować do obozów koncentracyjnych, lecz rozstrzeliwać na miejscu, gdyż jak to uzasadniał Frank: „nie możemy obciążać naszymi sprawami obozów koncentracyjnych Rzeszy”. 
Mimo powyższych ustaleń jednym z elementów Akcji AB stały się jednak masowe deportacje polskich więźniów politycznych do obozów koncentracyjnych. Prawdopodobnie impulsem do ich rozpoczęcia była wizyta Himmlera w Warszawie (29 kwietnia 1940), w trakcie której polecił skierować do kacetów „kontyngent 20 000 Polaków”. Rozkazy Reichsführera-SS przewidywały, że co najmniej jedną trzecią tego kontyngentu przyjmie KL Sachsenhausen. Transporty z Polakami aresztowanymi w ramach Akcji AB zaczęły także docierać do innych obozów – w tym do nowo otwartego KL Auschwitz.

## Deportacja z więzienia w Tarnowie

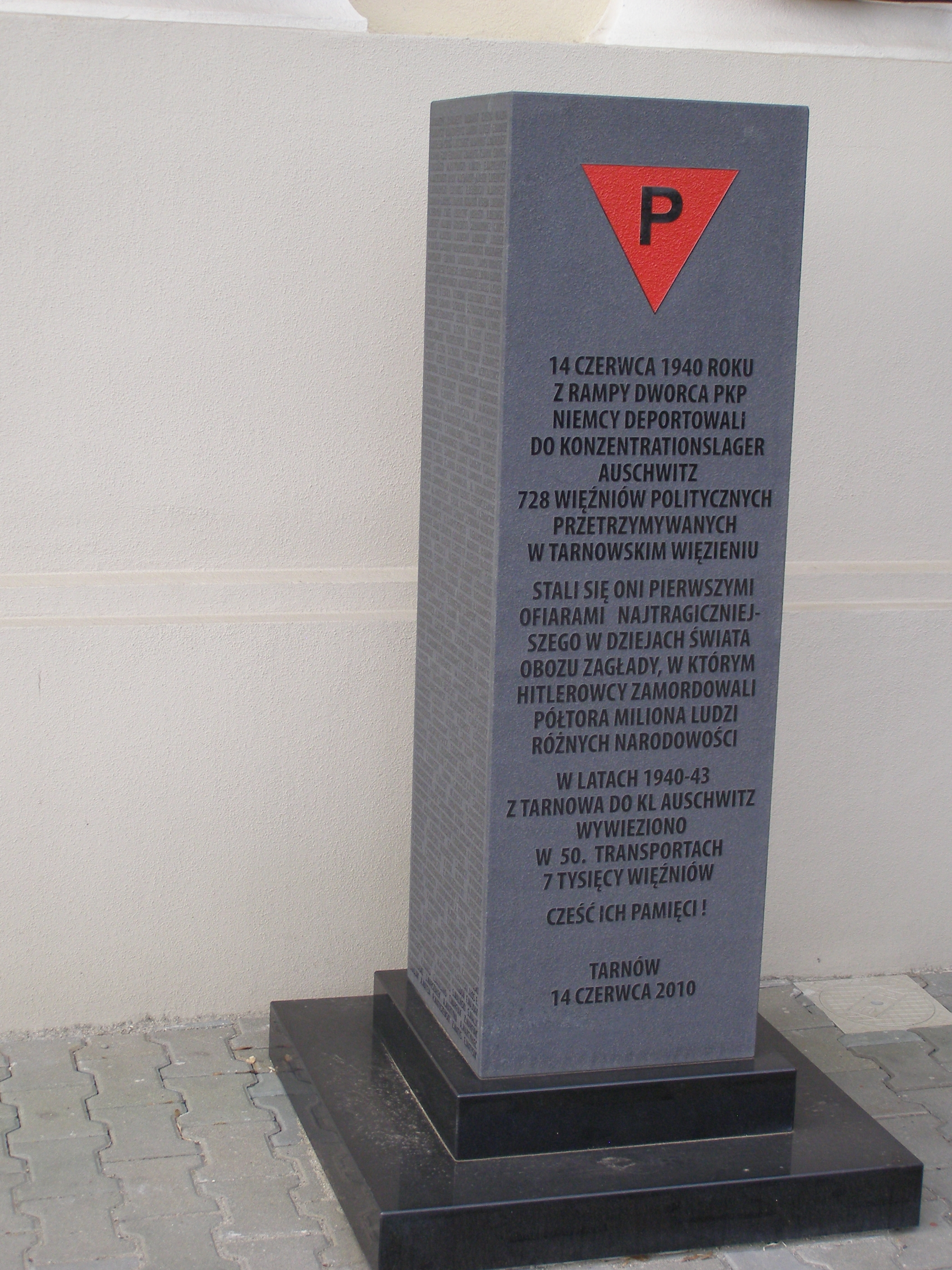
Obelisk na dworcu kolejowym w Tarnowie, upamiętniający pierwszy transport do Auschwitz

Po rozpoczęciu niemieckiej okupacji przedwojenny zakład karny w Tarnowie został przekształcony w więzienie polityczne niemieckiej policji bezpieczeństwa. W latach 1939−1945 pełniło ono rolę więzienia etapowego, w którym więźniowie z innych zakładów i aresztów byli gromadzeni przed wysyłką na egzekucję lub deportacją do kacetów i obozów pracy. Funkcja tarnowskiego więzienia jako punktu zbiorczego uwidoczniła się zwłaszcza w okresie Akcji AB. W samym tylko maju 1940 roku osadzono tam 911 osób. Więźniowie pochodzili najczęściej z rozmaitych miejscowości południowej Polski, choć do cel zakładu przy ul. Konarskiego trafiali także mieszkańcy Lublina, Łodzi, Poznania, Śląska i Warszawy. W tarnowskim zakładzie osadzeni byli przetrzymywani po ok. 30–35 osób w celach przeznaczonych dla 6–8 więźniów.
W czerwcu 1940 roku z grona więźniów tarnowskiego więzienia sformowano kontyngent, który miał okazać się pierwszym w historii masowym transportem do KL Auschwitz. Znaleźli się w nim mężczyźni wskazani przez komendanta SD i policji bezpieczeństwa na dystrykt krakowski – SS-Sturmbannführera Ludwiga Hahna. Pochodzili oni z różnych regionów kraju, lecz przeważali wśród nich mieszkańcy południowej Polski. W gronie wyselekcjonowanych do transportu więźniów znajdowali się m.in. członkowie ruchu oporu, działacze polityczni i społeczni aresztowani w ramach Akcji AB, osoby zatrzymane podczas próby nielegalnego przekroczenia granicy (w celu wstąpienia w szeregi Wojska Polskiego we Francji), duchowni katoliccy, a także niewielka grupa Żydów.
13 czerwca 1940, tj. w przeddzień planowanego transportu, wyznaczonych do wywózki więźniów wywołano z cel. W godzinach popołudniowych przewieziono ich samochodami ciężarowymi do żydowskiej łaźni, gdzie zostali poddani kąpieli i dezynfekcji odzieży. O świcie 14 czerwca więźniów wyprowadzono z mykwy na Plac pod Dębem (obecnie pl. Bohaterów Getta), uformowano w kolumnę, po czym pod silną eskortą policji niemieckiej poprowadzono wyludnionymi ulicami Wałową i Krakowską w kierunku tarnowskiego dworca kolejowego. Mieszkańcy Tarnowa mogli obserwować ten pochód wyłącznie zza okien swoich domów. Po dotarciu na rampę towarową więźniów wtłoczono do uprzednio podstawionych wagonów. Więźniów nie poinformowano, jaki jest punkt docelowy podróży.
Z tarnowskiego więzienia wybrano do transportu 753 osoby, lecz do KL Auschwitz dotarło ostatecznie tylko 728 więźniów. Wiadomo, że w ostatniej chwili, tuż przed załadunkiem do wagonu, jedna osoba została wycofana z transportu . Losu pozostałych 24 więźniów nie udało się dotąd przekonująco wyjaśnić. Spekulowano, że zdołali oni uciec lub także zostali wycofani z transportu. Relacje kilku więźniów wskazują, że Niemcy mogli zawrócić z powrotem do więzienia grupę aresztantów ze Stalowej Woli. Na korzyść tej teorii przemawiają także zachowane dokumenty z więziennej ewidencji, w których pod datą 15 czerwca 1940 widnieje zapis: „transport St. Wola 24 osoby”. Nie udało się jednak potwierdzić z całą pewnością, że ów zapis odnosił się właśnie do tych 24 więźniów, którzy ostatecznie nie dotarli do Auschwitz .
Nadal nieznane pozostają personalia 59 osób, które znalazły się w pierwszym transporcie do KL Auschwitz.

## Pierwsze dni w Auschwitz
Transport dotarł do Oświęcimia jeszcze tego samego dnia, tj. 14 czerwca w godzinach popołudniowych. Więźniowie odbywali podróż wagonami III klasy, po 12 osób w przedziale . Nie byli w tym czasie źle traktowani przez strażników. Podczas postoju na dworcu kolejowym w Krakowie więźniowie usłyszeli z megafonów informację o zajęciu Paryża przez Niemców, co wywarło na wszystkich przygnębiające wrażenie .
Po dotarciu pociągu na stację docelową więźniowie zostali wyprowadzeni z wagonów, po czym biciem, kopniakami i wrzaskiem zapędzono ich do piwnic budynku dawnego Polskiego Monopolu Tytoniowego (położonego przy bocznicy kolejowej i odgrodzonego drutem kolczastym od pozostałych zabudowań). Więźniów poddano następnie tzw. procedurze przyjęcia do obozu, na którą składało się pozbawienie rzeczy osobistych, kąpiel, dezynfekcja, usunięcie owłosienia z całego ciała oraz rejestracja z nadaniem numerów. Numer 31, otwierający rejestr więźniów politycznych KL Auschwitz, otrzymał Stanisław Ryniak (przywieziony do Tarnowa z Jarosławia), a zamykający numer 758 – Ignacy Płachta z Łodzi (zatrzymany podczas próby nielegalnego przekroczenia granicy). 
W pierwszym transporcie znaleźli się także: z numerem 178 Tadeusz Srogi, z numerem 182 Bronisław Wajda, z numerem 290 Wiesław Kielar (po wojnie operator filmowy, autor wspomnień oświęcimskich Anus mundi), z numerem 335 Zdzisław Londoński (nauczyciel, aresztowany w Nisku), z numerem 337 Julian Gazda (legionista, oficer), z numerem 349 Bronisław Czech (narciarz i trzykrotny olimpijczyk, aresztowany w maju 1940 w Zakopanem), z numerem 388 Zbigniew Kruszelnicki (student architektury, po wojnie pracujący w tym zawodzie), z numerem 646 Maksymilian Fingerchut (inżynier górniczy, działacz przemysłu naftowego). 
Po zakończeniu procedury zwrócono więźniom odzież, po czym wyprowadzono ich na podwórze, gdzie zostali ustawieni piątkami do pierwszego apelu. SS-Hauptsturmführer Karl Fritzsch, zastępca Hößa pełniący funkcję kierownika obozu (Lagerführer), wygłosił przemówienie, które tłumaczyło dwóch więźniów znających język niemiecki. Jego treść była następująca:

„Przybyliście tutaj nie do sanatorium, tylko do niemieckiego obozu koncentracyjnego, z którego nie ma innego wyjścia, jak przez komin. Jeśli się to komuś nie podoba, to może iść zaraz na druty. Jeśli są w transporcie Żydzi, to mają prawo żyć nie dłużej, niż dwa tygodnie, księża miesiąc, reszta trzy miesiące”.

Niemal równocześnie z przybyciem tarnowskiego transportu wspomniane Aussenkommando zostało odesłane z powrotem do KL Dachau. Wchodzący w jego skład polscy więźniowie z żalem opuszczali obóz, gdyż liczyli na pomoc przywiezionych z Tarnowa rodaków. Kierownik komando, SS-Unterscharführer Beck, oświadczył im jednak, że nie mają powodu do żalu, gdyż Auschwitz stanie się wkrótce „piekłem na ziemi”.
Począwszy od 15 czerwca więźniowie z Tarnowa byli poddawani tzw. kwarantannie, której celem było ich sterroryzowanie oraz doprowadzenie do fizycznego i psychicznego załamania. Codziennie po porannym apelu więźniów wyprowadzano na podwórze, gdzie strażnicy wspomagani przez niemieckich więźniów funkcyjnych zmuszali ich do wyczerpującej „gimnastyki”. W przerwach między ćwiczeniami uczono więźniów niemieckich piosenek marszowych, form meldowania się i odmeldowywania oraz sposobu nakładania i zdejmowania czapek na komendę. Wszystkim tym praktykom towarzyszyło bestialskie bicie. Kapo i esesmani znęcali się w szczególności nad osobami starszymi.
Drugi w kolejności masowy transport, tym razem z obozu pracy w Wiśniczu, dotarł do Auschwitz w dniu 20 czerwca 1940. Znalazło się w nim 313 Polaków deportowanych na rozkaz Ludwiga Hahna. Do marca 1942 roku wśród więźniów Auschwitz przeważali Polacy. Obok nich do obozu trafiali m.in. Niemcy, Czesi, Jugosłowianie, a po inwazji Niemiec na ZSRR w 1941 roku – transporty jeńców radzieckich. Od kwietnia 1942 roku, po podjęciu przez kierownictwo III Rzeszy decyzji o „ostatecznym rozwiązaniu kwestii żydowskiej”, Auschwitz stało się miejscem masowej zagłady ludności żydowskiej.

## Losy więźniów z pierwszego transportu
Mężczyźni przywiezieni z Tarnowa byli w większości ludźmi młodymi i zdrowymi, mimo to śmiertelność wśród nich była wysoka. Według obliczeń Kazimierza Radziwończyka pobyt w obozie przeżyło 137 z nich. Szczegółowe badania prowadzone przez Aleksandrę Pietrzykową pozwoliły ustalić, że wojnę przeżyło ok. 200 więźniów z pierwszego transportu do Auschwitz .
W czerwcu 2020 roku Państwowe Muzeum Auschwitz-Birkenau w Oświęcimiu opublikowało wyniki badań archiwalnych poświęconych więźniom z pierwszego transportu do Auschwitz. Z ustaleń pracowników muzeum wynika, że wojnę przeżyło 325 więźniów. Ustalono również, że 292 więźniów poniosło śmierć, z czego 215 w samym Auschwitz. Los 111 więźniów pozostaje nieznany. 
Według stanu wiedzy na 2023 rok najdłużej po zakończeniu wojny żyli: Włodzimierz Bujakowski (nr 708; zm. 2020), Kazimierz Albin (nr 118; zm. 2019), Aleksander Giermański (nr 716; zm. 2018), Kazimierz Zając (nr 261; zm. 2018),  Zygmunt Sobolewski (nr 88; zm. 2017), Zbigniew Tryczyński (nr 276; zm. 2017), Stanisław Szpunar (nr 133; zm. 2016) Jerzy Bogusz (nr 61; zm. 2016), Józef Stós (nr 752; zm. 2016) i Wojciech Drewniak (nr 415; zm. 2016) .

## Upamiętnienie

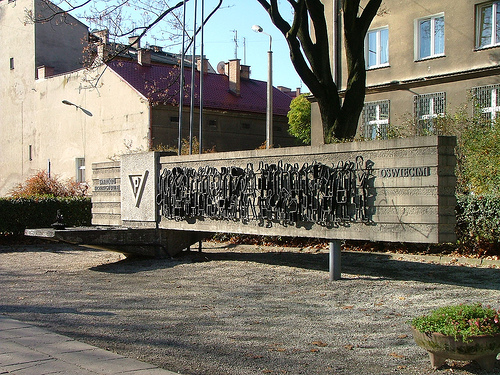
Pomnik na placu Więźniów KL Auschwitz w Tarnowie

14 czerwca 1975 przed budynkiem dawnej mykwy w Tarnowie odsłonięto monument autorstwa Otto Schiera, upamiętniający pierwszy transport do Auschwitz. Plac przed łaźnią nosi dziś nazwę placu Więźniów KL Auschwitz.
14 czerwca 2010 na peronie nr 1 na dworcu głównym w Tarnowie odsłonięto obelisk upamiętniający wszystkie transporty, jakie wyjechały z Tarnowa do KL Auschwitz. Na obelisku znalazły się nazwiska wszystkich więźniów z pierwszego transportu, a także napis o treści: 

14 czerwca 1940 roku z rampy dworca PKP Niemcy deportowali do Konzentrationslager Auschwitz 728 więźniów politycznych przetrzymywanych w tarnowskim więzieniu. Stali się oni pierwszymi ofiarami najtragiczniejszego w dziejach świata obozu zagłady, w którym hitlerowcy zamordowali półtora miliona ludzi różnych narodowości. W latach 1940−43 z Tarnowa do KL Auschwitz wywieziono w 50 transportach 7 tysięcy więźniów. Cześć Ich Pamięci! Tarnów 14 czerwca 2010 r.

Losy ocalałych więźniów z pierwszego transportu do Auschwitz ukazano w filmie dokumentalnym „Koledzy. Portrety z pamięci” (scen. i  reż. Gabriela Mruszczak, rok produkcji 2013).
14 czerwca 2025 roku, w 85. rocznicę wydarzenia, Tarnowska Konfederacja Motocyklistów WATAHA zorganizowała motocyklowy rajd pamięci pierwszego transportu do Auschwitz. Docelowo planowano udział 728 motocyklistów – liczba ta symbolicznie odpowiadała liczbie Polaków przewiezionych wówczas do obozu – jednak ostatecznie w wydarzeniu uczestniczyło około 450 osób. Każdy z uczestników reprezentował jednego więźnia, otrzymując pamiątkową naklejkę z numerem, biogram więźnia i naszywkę. Wszyscy udali się do Oświęcimia motocyklami i złożyli wieńce przy ścianie śmierci na terenie byłego obozu.